# Out of Practice – Doktor, Single sucht …
Out of Practice – Doktor, Single sucht… ist eine von CBS produzierte Comedyserie, die erstmals am 19. September 2005 in den Vereinigten Staaten ausgestrahlt wurde.

## Handlung
Die Serie handelt von dem geschiedenen Ehepaar Lydia und Stewart Barnes und ihren drei erwachsenen Kindern. Die Handlung beginnt rund sechs Monate nach der Scheidung der Eltern. Obwohl beide auf den ersten Blick gut mit der Situation klarkommen, sind noch längst nicht alle Wunden vernarbt, und wichtige Probleme blieben unangesprochen – dies stellt sich schon in der ersten Episode heraus und wird in den folgenden vertieft.
Ben Barnes ist der jüngste der drei Geschwister und die Hauptperson der Serie. Er ist Eheberater und als einziges Familienmitglied kein Mediziner mit Doktortitel. Die anderen nehmen ihn daher nicht für voll. In der Pilotfolge macht seine Frau Naomi nach sieben Jahren Ehe telefonisch mit ihm Schluss – auch dies untergräbt sein Selbstbewusstsein.
Dr. Stewart Barnes ist Gastroenterologe. Er hat mit seiner Empfangsdame Crystal ein Verhältnis; behauptet aber, dieses habe erst drei Monate nach der Scheidung begonnen. Obwohl er oft betont, wie gut sich sein Leben seitdem entwickelt habe, kann er alte Verhaltensmuster nicht so rasch ablegen, wie er möchte.
Lydia Barnes ist Kardiologin. Sie ist sehr statusorientiert und ängstlich darauf bedacht, wegen ihrer Scheidung nicht als Verliererin angesehen zu werden. Dass ihr Exmann mit der wesentlich jüngeren Crystal zusammen ist, behagt ihr gar nicht. Ihre drei Kinder sind daher gelegentlich gezwungen, Partei für eines der Elternteile zu ergreifen.
Oliver Barnes, das älteste der drei Kinder, ist Schönheitschirurg. Sein Einkommen ist wesentlich höher als das der übrigen Familienmitglieder. Dass er nach einem verlorenen Schadensersatzprozess seine extravagante Wohnung nicht mehr halten kann und vorübergehend bei seinem Bruder einziehen muss, ist für ihn daher ein echter Schlag. Er ist ein Frauenheld, für den – berufsbedingt – Frauen zu gestaltendes Material und keine gleichberechtigten Partnerinnen sind. Diese Einstellung führt häufig zu Auseinandersetzungen zwischen ihm und seinen Geschwistern. Dass auch Crystal einst zu seinen Patientinnen zählte, belastet das Verhältnis zu seinen Eltern.
Regina Barnes ist Notärztin in der Klinik, in der auch ihre Mutter arbeitet. Sie ist lesbisch; dies wird zwar öfters erwähnt, aber in der Serie nicht näher thematisiert.

## Hintergrund
Die Serie wurde von Joe Keenan und Christopher Lloyd entwickelt, die auch für die überaus erfolgreiche Serie Frasier verantwortlich zeichneten. Entsprechend wurde „Out of Practice“ beworben, konnte aber die daraufhin geweckten Erwartungen nicht erfüllen. CBS setzte die Serie wegen niedriger Einschaltquoten daher im März 2006 nach nur 14 der ursprünglich gedrehten 22 Episoden ab. Im deutschen Fernsehen wurden jedoch alle Folgen ausgestrahlt.
Im Juli 2006 wurde Stockard Channing als Hauptdarstellerin in einer Comedy-Serie für den Emmy nominiert.

## Ausstrahlung in Deutschland
Die Serie wurde in Deutschland erstmals am 23. Mai 2007 auf Comedy Central ausgestrahlt. Anfangs wurden die Doppelfolgen mittwochs 21:15 Uhr gesendet.